# Indice de profitabilité
L'indice de profitabilité est le rapport entre le cumul actualisé des flux de trésorerie (cash flows) et le capital investi. Il s'agit en d'autres termes du rapport entre la valeur actuelle des flux de trésorerie futurs et le capital investi.
Profitabilité est un anglicisme du terme « profitability ». L'OCDE recommande de le traduire par rentabilité.

## Enjeux de l'indice de profitabilité
Ce critère renseigne sur la rentabilité d'un investissement. Contrairement à la Valeur actuelle nette (VAN), l'indice de profitabilité (IP) met en rapport la valeur créée avec le montant de l'investissement. De ce fait, il peut s'avérer que pour deux projets d'investissement, le critère de la VAN et celui de l'IP ne désignent pas le même comme étant le plus rentable. Ce sera le cas si pour une VAN allant du simple au double selon le projet, le montant de l'investissement est lui beaucoup plus important d'un projet à l'autre. Ainsi, pour deux projets :
- Projet A coûtant 1 000 € ; VAN = 200
- Projet B coûtant 3 000 € ; VAN = 400

À ne retenir que le critère de la VAN, le projet B serait donc retenu car générateur d'une plus forte création de valeur. Pourtant, si l'on s'en réfère à l'indice de profitabilité, on obtient respectivement pour ces deux projets : 1,2 et 1,13. Il apparait donc que rapporté à son coût initial, le projet A, bien que créateur de moins de valeur, est plus rentable que le projet B en raison de son coût de départ trois fois moindre.

## Calcul de l'indice de profitabilité
{\displaystyle I_{profit}={\frac {\sum _{p=1}^{p=N}CF_{flux\ de\ tresorerie\ actualise}}{I}}-1={\frac {\sum _{p=1}^{p=N}CF_{flux\ de\ tresorerie}.(1+t)^{-p}}{I}}-1}
Avec Iprofit l'indice de profitabilité,
CFflux de trésorerie : la capacité d'autofinancement,
t : le taux d'actualisation,
p : le numéro de l'annuité,
N : le nombre total d'annuités,
I : le capital investi,
CFFlux de trésorerie Actualisé : le flux de trésorerie actualisé.

## L'avantage relatif
Ce critère renseigne sur la valorisation pour 1 euro d'investissement, ou en d'autres termes : pour 1 euro investi, combien d'euros perçus. Entre deux investissements de montants et risques comparables, un investisseur qui ne se baserait que sur ce critère préférera celui dont l'indice est de 1,2 par rapport à celui où il est de 1,1.
{\displaystyle Avantage_{relatif}={\frac {V_{actuelle\ nette}}{I}}}